# 4657 Лопес
4657 Лопес (4657 Lopez) — астероїд головного поясу, відкритий 22 вересня 1979 року.
Тіссеранів параметр щодо Юпітера — 3,196.
Названо на честь Альваро Лопеса Гарсії (ісп. Alvaro Lopez Garcia 1941 р.н.) — професора астрономії Валенсійського університету.